# Noriko Matsuda
Noriko Matsuda (japonès: 松田紀子)  (Kushiro, 5 de març de 1952) és una jugadora de voleibol japonesa, ja retirada, que va competir durant la dècada de 1970.
El 1976 va prendre part en els Jocs Olímpics d'Estiu de Montreal, on va guanyar la medalla d'or en la competició de voleibol. En el seu palmarès també destaca una medalla d'or al Campionat del Món de voleibol de 1974, als Jocs Asiàtics de 1974 i a la Copa del Món de voleibol de 1977.
A nivell de clubs jugà a l'Hitachi, amb qui guanyà les lligues japoneses de 1973-74 a 1977-78, i al Daiei, amb qui guanyà la lliga japonesa de 2a divisió de 1984-85.